# Ácido neuramínico
Ácido neuramínico (ácido 5-amino-3,5-dideoxi-D-glicero-D-galacto-non-2-ulosônico) é um monossacarídeo de 9 carbonos, um derivado de uma cetononose. Ácido neuramínico pode ser visualizado como o produto de uma condensação aldólica, produto do ácido pirúvico e D-manosamina (2-amino-2-deoxi-manose). Ácido neuramínico não ocorre naturalmente, mas muitos de seus derivados são encontrados largamente distribuídos em tecidos animais e bactérias, especialmente em glicoproteínas e gangliosídeos. Os derivados N- ou O-substituídos do ácido neuramínico são coletivamente conhecidos como ácidos siálicos, a forma predominante nas células de mamíferos sendo o ácido N-acetilneuramínico.